# 해군총대
해군총대(海軍総隊 가이군소타이[*])는 태평양 전쟁 말기에 일본 제국 해군에서 운용한 최고작전사령부이다.

## 역사
일본 제국 해군의 군령부는 1945년 4월 천호 작전에서 전함 야마토의 침몰 이후 결호 작전에 따라 연합함대를 포함한 모든 함대, 진수부, 경비부, 해상호위총사령부, 그리고 특별공격대까지 총괄 지휘하는 해군총대를 1945년 4월 25일에 창설하였다.
연한합대 지휘부의 사령장관인 도요다 소에무 대장과 참모장인 구사카 류노스케 중장이 첫 사령장관과 참모장으로 취임하였다. 두 장군은 연합함대의 후임이 취임한 5월 1일까지 해군총대에서 각각의 직위를 겸임하였고, 도요다 소에무 대장은 5월 29일에 오자와 지사부로에게 사령장관 직함을 이임하였는데, 선임자가 후임자의 지휘계통에 들어가지 않는 관습에 따라 이리후네 나오사부로 중장과 오코우치 덴시치 중장이 각각 지휘하는 남동방면함대와 남서방면함대는 해군총대에서 대본영으로 지휘권한이 넘어갔다.
해군총대는 10월 10일에 폐지되었다.

## 구조

### 지휘부
| 계급 | 성명            | 취임일          | 이임일    | 겸임                                   |
| ---- | --------------- | --------------- | --------- | -------------------------------------- |
| 대장 | 도요다 소에무   | 1945년 4월 25일 | 5월 29일  | 연합함대 사령장관 (1945년 5월 1일까지) |
| 중장 | 오자와 지사부로 | 1945년 5월 29일 | 10월 10일 |                                        |

| 계급 | 성명            | 취임일          | 이임일   | 겸임                                 |
| ---- | --------------- | --------------- | -------- | ------------------------------------ |
| 중장 | 구사카 류노스케 | 1945년 4월 25일 | 6월 25일 | 연합함대 참모장 (1945년 5월 1일까지) |
| 소장 | 아노 시카조     | 1945년 6월 25일 | 9월 25일 |                                      |

## 참고

### 인용
1. 1 2  戦史叢書93 1976, 157-160쪽.
2. ↑  “昭和20年5月10日付 海軍辞令公報 甲第1795号” (일본어). アジア歴史資料センター. 1945년 5월 10일. 2020년 8월 9일에 확인함.
3. 1 2  “昭和20年6月12日付 海軍辞令公報 甲第1825号” (일본어). アジア歴史資料センター. 1945년 6월 12일. 2020년 8월 9일에 확인함.
4. ↑  “昭和20年5月14日付 海軍辞令公報 甲第1799号” (일본어). アジア歴史資料センター. 1945년 5월 14일. 2020년 8월 9일에 확인함.
5. ↑  “昭和20年11月2日付 海軍辞令公報 甲第1971号” (일본어). アジア歴史資料センター. 1945년 11월 2일. 2020년 8월 9일에 확인함.
6. 1 2  “昭和20年5月19日付 海軍辞令公報 甲第1804号” (일본어). アジア歴史資料センター. 1945년 5월 19일. 2020년 8월 9일에 확인함.
7. 1 2  “昭和20年7月6日付 海軍辞令公報 甲第1848号” (일본어). アジア歴史資料センター. 1945년 7월 6일. 2020년 8월 9일에 확인함.
8. ↑  “昭和20年10月6日付 海軍辞令公報 甲第1943号” (일본어). アジア歴史資料センター. 1945년 10월 6일. 2020년 8월 9일에 확인함.

### 자료
- 防衛庁防衛研修所戦史室 (1976). 《聯合艦隊＜7＞戦争最終期》. 戦史叢書 (일본어) 93. 朝雲新聞社. ASIN B000J9E2HO.